# Sprudelhof

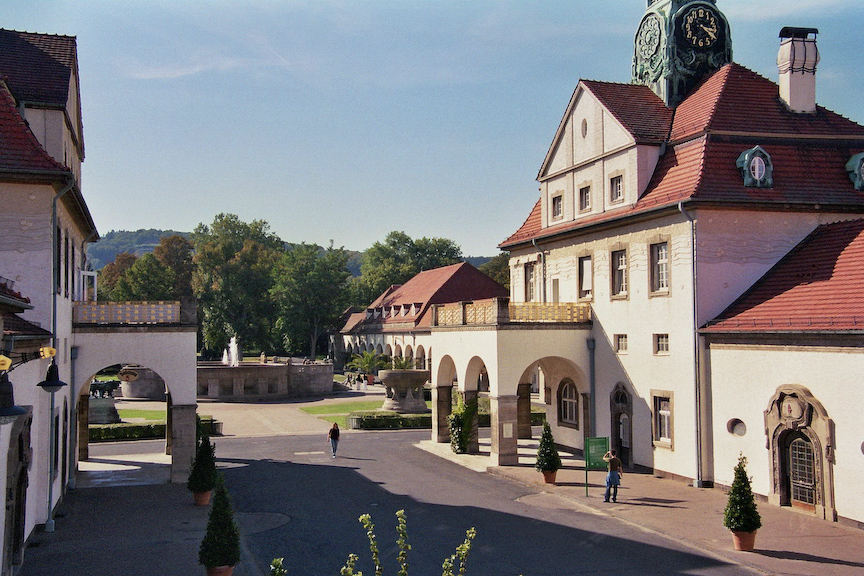
Sprudelhof

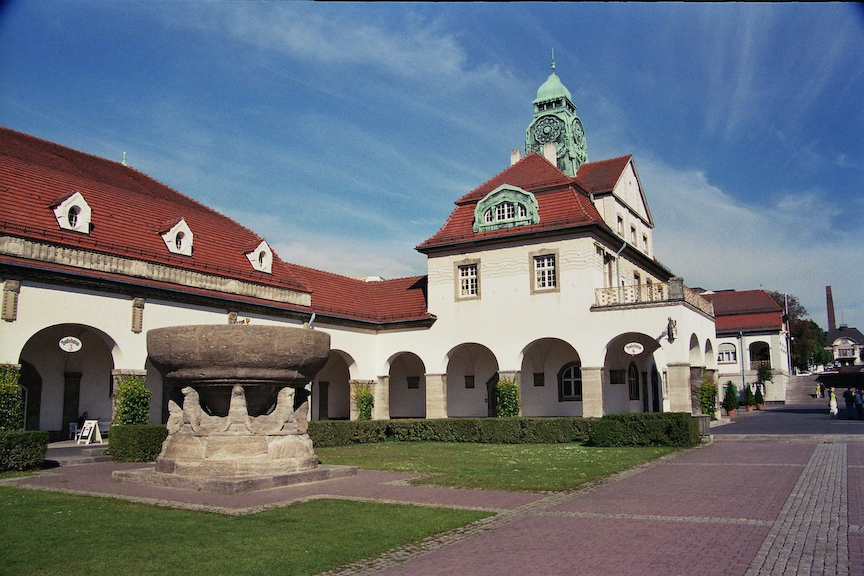
Flügel des Sprudelhofs

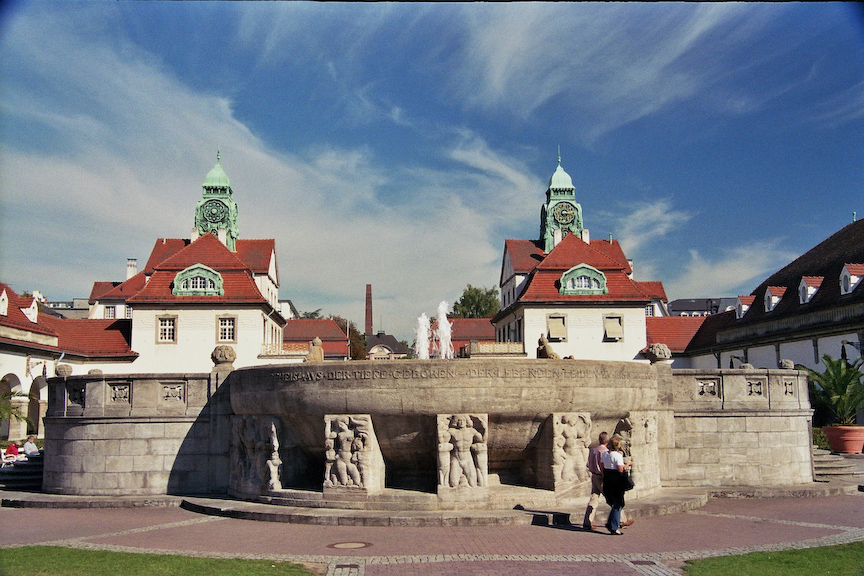
Becken der beiden Sprudel im Sprudelhof von Westen

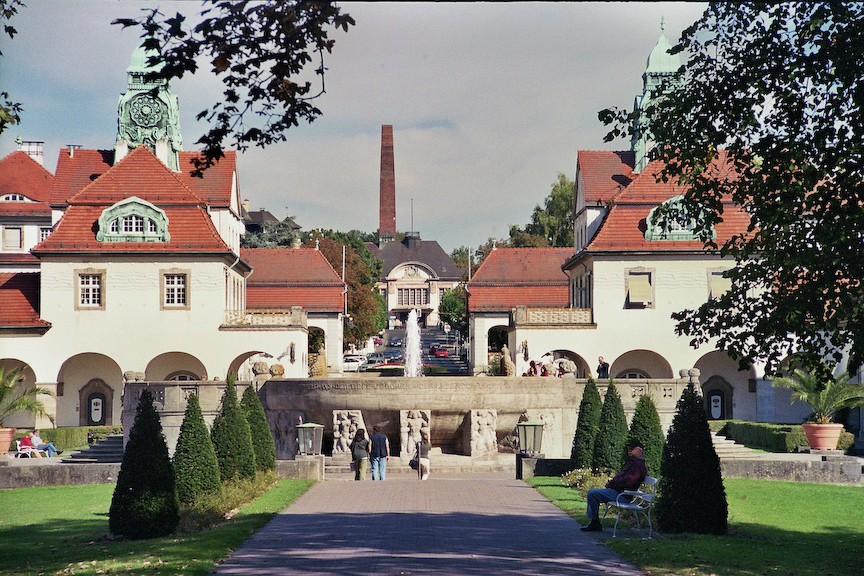
Sprudelhof mit Blick auf Bahnhof, im Hintergrund der Kamin des Kraftwerks

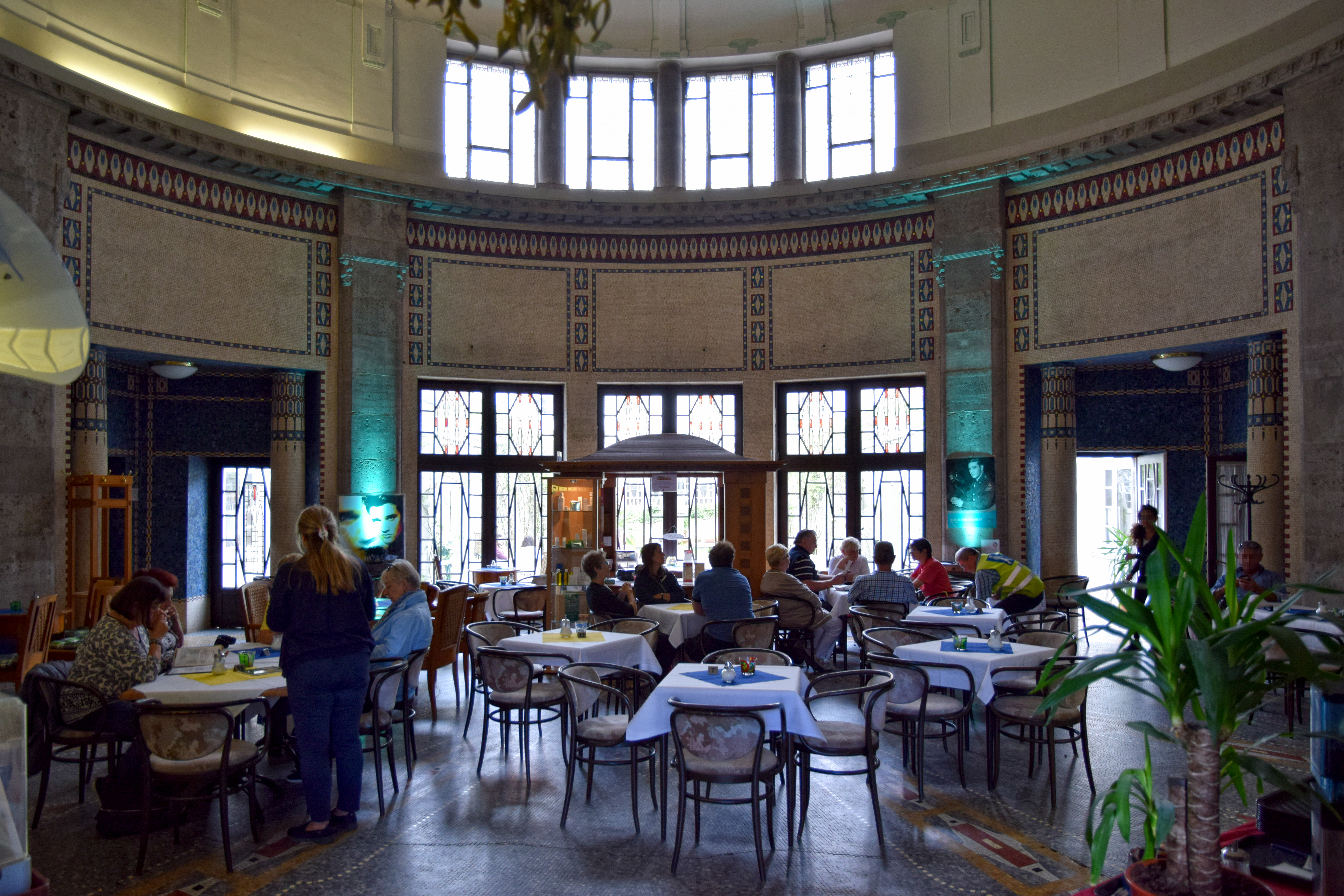
Warteraum

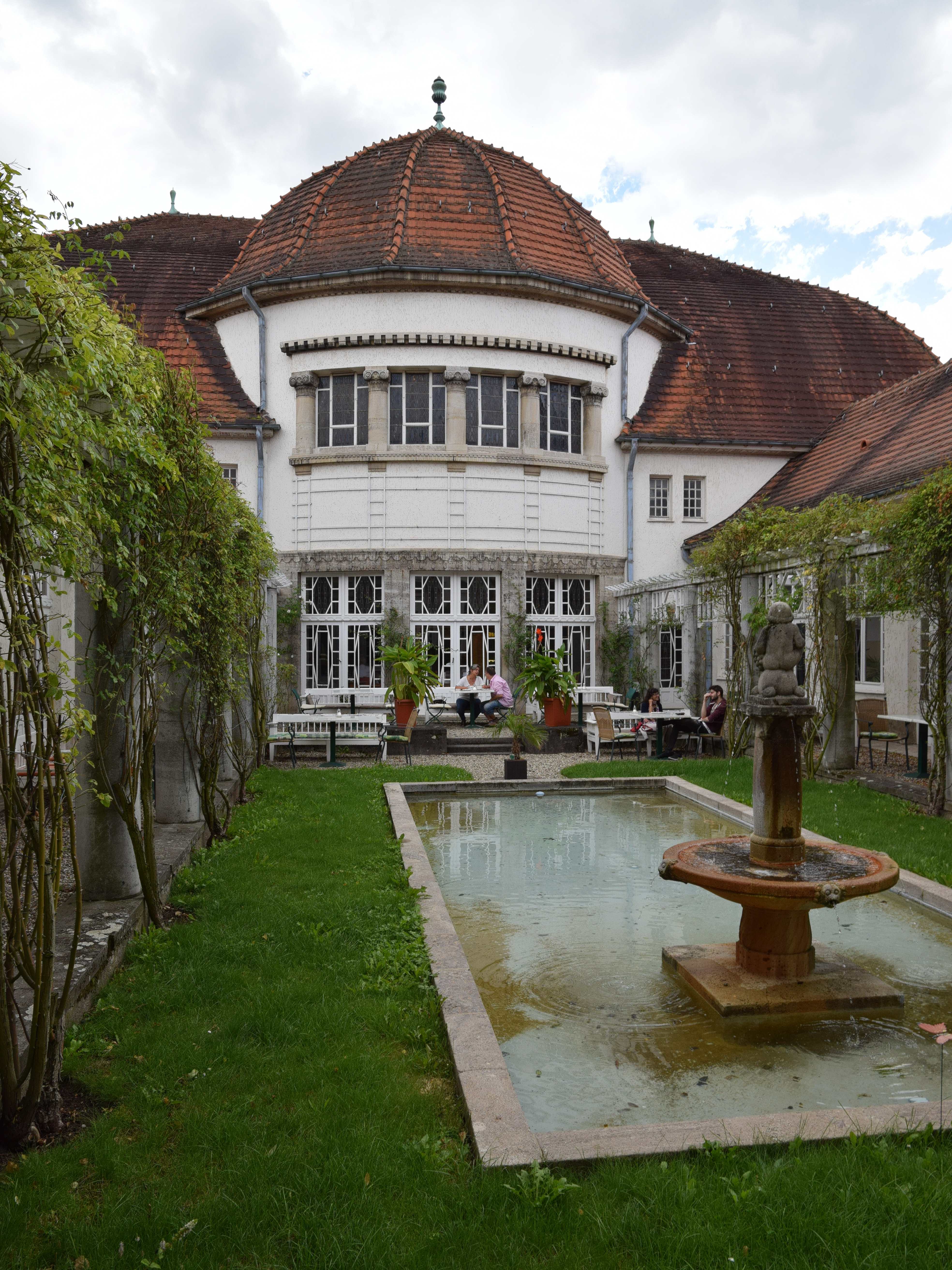
Schmuckhof

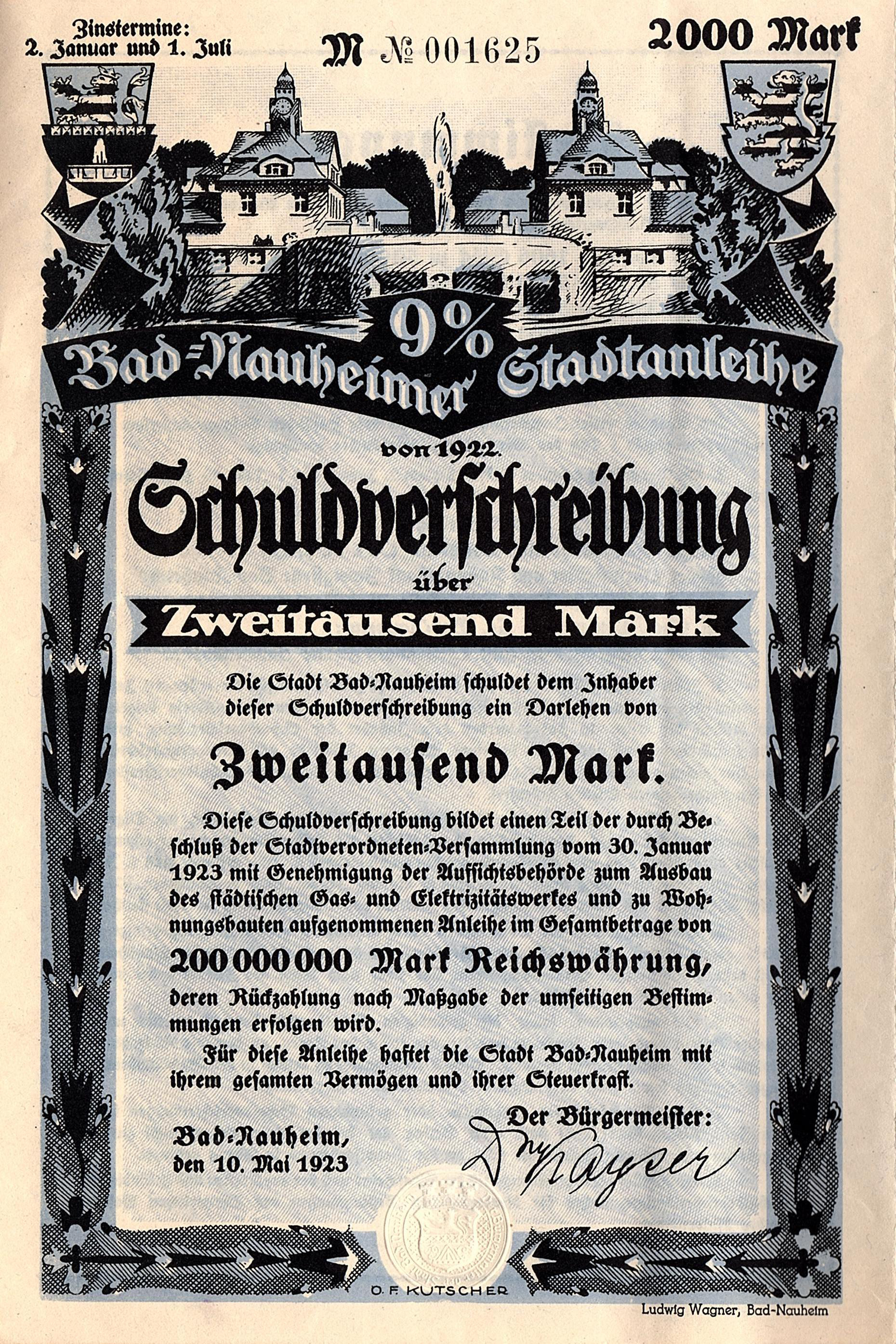
Schuldverschreibung über 2.000 Mark der Stadt Bad Nauheim vom 10. Mai 1923 mit Grafik des Sprudelhofs

Der Sprudelhof ist eine Kuranlage in Bad Nauheim, die zwischen 1905 und 1911 im Jugendstil erbaut wurde. Er gilt zusammen mit der Trinkkuranlage und den zugehörigen technischen Gebäuden als ein hervorragendes Beispiel dieses Stils und ist zugleich eines der gelungensten und geschlossensten Bauwerke dieser Epoche.

## Geografische Lage
Der Sprudelhof liegt am Rande des von Heinrich Siesmayer angelegten Kurparks und bildet den architektonischen Mittelpunkt einer Achse mit dem Bahnhof Bad Nauheim und dem Johannisberg.

## Geschichte
Unter der Regierung des kunstsinnigen Großherzogs Ernst Ludwig von Hessen und bei Rhein wurden die Bade-, Kur- und Wirtschaftsanlagen des staatlichen Kurbads unter der Leitung des Architekten und großherzoglichen Baubeamten Wilhelm Jost zwischen 1901/1902 und 1912 modernisiert. Zentrales Element der neuen Anlagen ist der Sprudelhof. Bei der künstlerischen Ausgestaltung der Nauheimer Bade- und Kuranlagen wirkten mehrere Künstler der Darmstädter Künstlerkolonie mit, unter anderem Albin Müller, Friedrich Wilhelm Kleukens, Heinrich Jobst und Ernst Riegel. Als Vorstand der Großherzoglichen Bade- und Kurverwaltung in Bad Nauheim war bis zu seinem Tod 1915 Karl Eser, danach bis 1931 (schließlich als Bade- und Kurdirektor sowie Leiter des Tiefbauamts) Bruno von Boehmer für den Betrieb der Anlage zuständig. Nachdem 2005 die für den Sprudelhof bisher zuständigen Staatlichen Kurbetriebe aufgelöst worden waren, ging die Verwaltung der Liegenschaft an das Hessische Immobilienmanagement über. 2009 wurde das Eigentum an die Stiftung Sprudelhof übergeben, die zu je einem Drittel vom Land Hessen, dem Landkreis Wetterau und der Stadt Bad Nauheim getragen wird.
Heute werden nur noch wenige Badezellen für ihren ursprünglichen Zweck genutzt, eines der früheren Badehäuser wird durch das Theater Alte Feuerwache als Kleinkunstbühne betrieben.

## Anlage
Der große Gebäudekomplex umfasst den im Mittelpunkt befindlichen großen Sprudel, aus dem Heilwasser sprudelt, sowie zwei Verwaltungsgebäude und sechs Badehäuser. Die Sprudelfassung mit seinen beiden Becken schuf der Bildhauer Heinrich Jobst. Die Skulpturen am Großen Sprudelbecken wurden 1978 erneuert. Der Sprudelhof beherbergt insgesamt 264 Badezimmer, darunter luxuriös ausgestattete „Fürstenbäder“. Mit seinen reich verzierten Badehäusern, den üppig ornamentierten Wartesälen und Schmuckhöfen zählt er zu den eindrucksvollsten Zeugnissen des deutschen Jugendstils. Schmuckhöfe und Warteräume der sechs Badehäuser wurden individuell mit zahlreichen künstlerischen Details gestaltet. Die Ornamentik der Brunnen, die Figuren und Dekore beziehen sich auf das Wasser als gesundheitsspendende Kraft. Besonders eindrucksvoll sind die vielen Buntglasfenster. Im Badehaus 3 befinden sich im runden Wartesaal Mosaiken der Königlich Bayerischen Hofmosaik- und Kunstanstalt.
Die Versorgung der Badewannen mit dem Heilwasser aus den Quellen erfolgte durch ein kompliziertes unterirdisches System aus Rohren und Vorratsbehältern, das allein mechanisch ohne Pumpen durch Ausnutzung von Druck und Gefälle arbeitete. Das Wasser konnte durch Vermischung und Wärmeaustauscher individuell für die Bedürfnisse der Kurgäste eingestellt werden. Die gebrauchte Badewäsche wurde mit Fuhrwerken vom Sprudelhof durch die Bahnhofsallee zur zentralen Dampfwäscherei hinter dem Bahnhof gebracht.

## Renovierung ab 2020
Die umfangreichen Renovierungsarbeiten am Sprudelhof in Bad Nauheim, die gemäß einem Bericht der Wetterauer Zeitung im Jahr 2020 beginnen sollten, sollen voraussichtlich sechs Jahre dauern. Der Schwerpunkt liegt zunächst auf den Badehäusern 2, 5 und 7. Die denkmalgerechte Restaurierung zielt darauf ab, die historischen Jugendstilelemente des Ensembles und den geschlossenen Charakter der Jugendstilanlage zu bewahren und gleichzeitig eine moderne Nutzung der Gebäude zu ermöglichen.
Aufgrund schwieriger Bedingungen – z. B. wurden asbesthaltige Baumaterialien und radioaktive Ablagerungen in Solebehältern und Kellern gefunden – verzögerten sich die Arbeiten mehrfach. Trotz der Bauarbeiten und der Sperrung des Innenhofs sind Teile der Anlage in Betrieb und zugänglich, etwa mehrere Gesundheitsangebote in den angrenzenden Gebäuden. Im Badehaus 3 werden seit 2021 Ausstellungen des Jugendstilforums und Vorträge durchgeführt. Im August 2023 bezog die Theodora-Konitzky-Akademie das renovierte Badehaus 5 mit einem modernen Anbau im Hinterhof. Die Krankenpflegeakademie in gemeinsamer Trägerschaft von Gesundheitszentrum Wetterau und Kerckhoff-Klinik unterhält dort Unterrichtsräume mit modernen Ausstattung. Seit November 2024 ist das Badehaus 2 mit einem Saunabereich an der neu angegliederten Sprudelhof-Therme geöffnet.